# 히트 (2011년 영화)
"히트"는 2011년에 개봉한 대한민국의 영화이다.

## 캐스팅
- 한재석 : 바지 역
- 송영창 : 장 사장 역
- 정성화 : 제임스 역
- 박성웅 : 철수 역
- 이하늬 : 선녀 역
- 임윤택 : 용식 역
- 마르코 : 순남 역
- 유재명 : 하나 역
- 김재철 : 짱구 역
- 김형석 : 둘 역
- 양희명 : 떨이 역
- 조형우 : 비서 역
- 김중기 : 꽁지 역
- 김현수 : 똥차 역
- 이원석 : 아나운서 역
- 엄재경 : 해설자 역
- 전용준 : 캐스터 역
- 이유준 : 마스크맨 / 선녀 매니저 역
- 최재훈 : 와장창 역
- 강현 : 시라노 역
- 아키라 : 티라노 역
- 이지원 : 개 역
- 전병기 : 박치기 역
- 강영묵 : 삼돌 역
- 권지훈 : 부산 역
- 심철민 : 잽잽이 역
- 장영주 : 대포 역
- 최제헌 : 살벌 역
- 장임태 : 망치 역
- 정동혁 : 블랙혹 역
- 김한수 : 도끼 역
- 이광기 : 허리케인 역
- 송원종 : 골리앗 역
- 박재영 : 칸 역
- 현대식 : 치타 역
- 곽진석 : 짱콩 역
- 이정건 : 와장창 매니저 역
- 정효원 : 부산 매니저 역
- 장승현 : 시나노 매니저 역
- 김기덕 : 티라노 매니저 역
- 이종선 : 살벌 매니저 역
- 박상민 : 개 매니저 역
- 한경석 : 망치 매니저 역
- 이상운 : 박치기 A 매니저 역
- 이정춘 : 박치기 B 매니저 역
- 김민종 : 짱콩 매니저 역
- 김효민 : 덩치 1 역
- 장해성 : 덩치 2 역
- 신성훈 : 덩치 3 역
- 박호진 : 덩치 4 역
- 하홍복 : 덩치 5 역
- 한효진 : 덩치 6 역
- 김경로 : 덩치 7 역
- 이영원 : 덩치 8 역
- 박원희 : 덩치 9 역
- 이준민 : 덩치 10 역
- 이재문 : 격투기장스탭 1 역
- 박용민 : 격투기장스탭 2 / 중계스탭 2 역
- 김동현 : 중계스탭 1 역
- 이재환 : 입구지킴이 1 역
- 권오승 : 입구지킴이 2 역
- 권혁훈 : 링닥터 역
- 조혜훈 : 벨보이 역
- 권재현 : 아무개 1 역
- 신영식 : 아무개 2 역
- 최해철 : 순남직장상사 / 사장님 역
- 김경로 : 맥주남 역
- 박세아 : 라운드걸 A 역
- 이한나 : 라운드걸 B 역
- 채길병 : 철가방 역
- 장현진 : 택배 역
- 이정은 : 연출자 1 역
- 최대성 : 연출자 2 역
- 김윤아 : 심사위원 1 역
- 박동주 : 심사위원 2 역
- 김일현 : 통닭배달원 역
- 조성연 : 레스토랑손님 1 역
- 이석환 : 레스토랑손님 2 역
- 박태준 : 레스토랑손님 3 역
- 이영근 : 주방장 역
- 장민수 : 주방보조 1 역
- 김천희 : 주방보조 2 역
- 김진근 : 안내 역
- 이영훈 : 서버 1 역
- 김남윤 : 서버 2 역
- 조영진 : 변전실 근무자 역 (특별출연)
- 김종수 : 문방/철수 보일러상사 역 (특별출연)
- 이용규 : 박치기 A 역 (특별출연)